# Siyabulela Mabulu
Siyabulela Mabulu (26 de enero de 1988) es un deportista sudafricano que compite en judo. Ganó una medalla de bronce en los Juegos Panafricanos de 2011, y dos medallas de bronce en el Campeonato Africano de Judo en los años 2011 y 2017.

## Palmarés internacional
| Juegos Panafricanos | Juegos Panafricanos       | Juegos Panafricanos | Juegos Panafricanos |
| Año                 | Lugar                     | Medalla             | Categoría           |
| ------------------- | ------------------------- | ------------------- | ------------------- |
| 2011                | Maputo (Mozambique)       | Medalla de bronce   | –66 kg              |
| Campeonato Africano |                           |                     |                     |
| Año                 | Lugar                     | Medalla             | Categoría           |
| 2011                | Dakar (Senegal)           | Medalla de bronce   | –66 kg              |
| 2017                | Antananarivo (Madagascar) | Medalla de bronce   | –66 kg              |